# Margaret Heckel

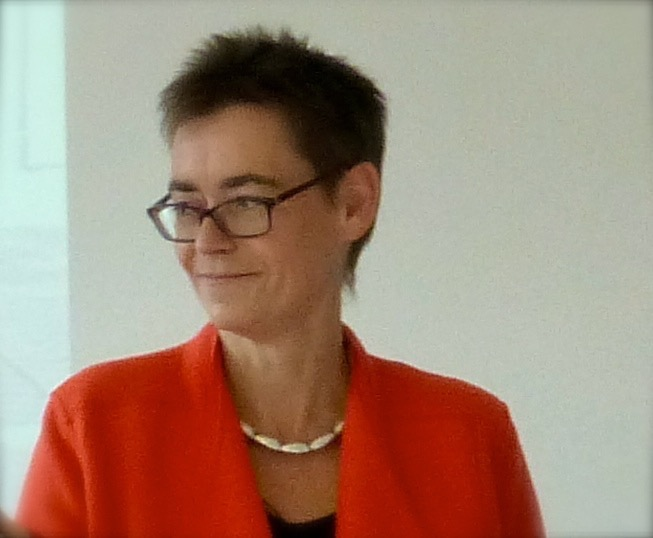
Margaret Heckel als Moderatorin 2016 in Berlin bei der Vergabe des Goldenen Internetpreises

Margaret Heckel (* 6. Juni 1966 in Heilbronn) ist eine deutsche Volkswirtin, Autorin und Moderatorin.

## Wirken
Margaret Heckel studierte Volkswirtschaft in Heidelberg und Amherst, Massachusetts. Sie besuchte anschließend die Georg von Holtzbrinck-Schule für Wirtschaftsjournalisten und arbeitete dann fast zehn Jahre für die Wirtschaftswoche. Danach war sie Korrespondentin u. a. in Leipzig und Moskau. Heckel leitete den Bereich Politik der Financial Times Deutschland von 1999 bis 2006. 2009 schrieb sie ihr erstes Buch über den Führungsstil von Angela Merkel. Für den Springer Verlag leitete sie den Bereich Politik der Welt, Welt am Sonntag und Berliner Morgenpost. 2002 erhielt Heckel den Förderpreis der Ludwig-Erhard-Stiftung.
Heckel hält Vorträge zum demografischen Wandel als Chance für Unternehmen. Eines ihrer neuen Themenfelder sind die Auswirkungen von neuen Formen der Arbeit („Arbeit 4.0“) auf Unternehmen und Beschäftigte. Als Expertin für Themen unterschiedlicher Felder von Wirtschaft und Politik tritt Heckel immer wieder in Fernsehbeiträgen auf. 2016 moderierte sie den Goldenen Internetpreis in Berlin. 2019 startete sie „für Pionierinnen, Entdecker und Erfinderinnen in der zweiten Lebenshälfte“ den Podcast Leben für Fortgeschrittene.

## Bücher
- So regiert die Kanzlerin. Eine Reportage. Piper Verlag, München/Zürich 2009, ISBN 978-3-492-05331-0 (2011 überarbeitet).
- Die Midlife-Boomer. Warum es nie spannender war, älter zu werden. Edition Körber, Hamburg 2012, ISBN 978-3-89684-091-2.
- Aus Erfahrung gut. Wie die Älteren die Arbeitswelt erneuern. Edition Körber, Hamburg 2013, ISBN 978-3-89684-151-3.